# Пайта
Пайта (ісп. Paita) — місто на півночі Перу, адміністративний центр району та провінції з однойменною назвою. Вважається третім за важливістю портом Перу після міст Кальяо і Чимботе.

## Географія
Лежить на узбережжі Тихого океану за 57 кілометрів від міста Піура і за 1089 кілометрів від столиці Перу міста Ліма.

### Клімат
Місто знаходиться у зоні, котра характеризується кліматом тропічних пустель. Найтепліший місяць — березень із середньою температурою 26.6 °C (79.9 °F). Найхолодніший місяць — серпень, із середньою температурою 20.3 °С (68.5 °F).
| Клімат Пайти            | Клімат Пайти | Клімат Пайти | Клімат Пайти | Клімат Пайти | Клімат Пайти | Клімат Пайти | Клімат Пайти | Клімат Пайти | Клімат Пайти | Клімат Пайти | Клімат Пайти | Клімат Пайти | Клімат Пайти |
| Показник                | Січ.         | Лют.         | Бер.         | Квіт.        | Трав.        | Черв.        | Лип.         | Серп.        | Вер.         | Жовт.        | Лист.        | Груд.        | Рік          |
| Середня температура, °C | 25,4         | 26,5         | 26,6         | 25,4         | 23,4         | 21,6         | 20,6         | 20,3         | 20,4         | 20,9         | 21,7         | 23,5         | 23           |
| Норма опадів, мм        | 0.6          | 3.2          | 4.9          | 0.5          | 0.4          | 0.5          | 0.6          | 0.6          | 0.5          | 0.5          | 0.5          | 0.6          | 13.4         |
| Днів з опадами          | 3,6          | 4,6          | 3,5          | 3,4          | 1,3          | 0,2          | 0,4          | 0,1          | 0,1          | 1            | 0,5          | 0,9          | 19,6         |
| Вологість повітря, %    | 63.2         | 61.9         | 63.1         | 62.7         | 65.9         | 69.5         | 71.5         | 71.4         | 71.2         | 69.6         | 65.7         | 66.3         | 66.8         |
| ----------------------- | ------------ | ------------ | ------------ | ------------ | ------------ | ------------ | ------------ | ------------ | ------------ | ------------ | ------------ | ------------ | ------------ |
| Джерело: Weatherbase    |              |              |              |              |              |              |              |              |              |              |              |              |              |

## Історія
Місто було засноване 30 березня 1532 року іспанським конкістадором Франсиско Пісарро і спочатку названий їм «Сан-Франсиско-де-Пайта-де-Буена-Есперанса» (ісп. San Francisco de Payta de Buena Esperanza).
Перший опис в 1553 році порт згадується в книзі «Хроніка Перу» Сьеса де Леона:
 "Гавань Пайта лежить від пройденого мису (м. Паріньяс) [на відстані] близько 8 ліг. Пайта — дуже хороша гавань, де суду [можуть] відремонтувати і поповнити припаси. Це основний проміжний порт для всього Перу і для всіх приходячих в нього кораблів. Знаходиться цей порт Пайта на 5-му градусі. "